# Noa Lang
Noa Noëll Lang (Capelle aan den IJssel, 1999. június 17. –) holland válogatott labdarúgó, az olasz Napoli játékosa.

## Pályafutása

### Klubcsapatokban
A HION és a Feyenoord korosztályos csapataitól került az Ajax akadémiájára. 2017. április 3-án mutatkozott be a Jong Ajaxban a Jong FC Utrecht ellen. 2019. december 1-jén mesterhármast szerzett a Twente csapata ellen. 2020 januárjában kölcsönbe került a Twente csapatához. 2020. október 5-én a belga Club Brugge vette kölcsön vásárlási opcióval. Október 24-én az első bajnoki gólját szerezte meg az OH Leuven ellen. A következő szezon előtt végleg szerződtették.
2023. július 8-án ötéves szerződést írt alá a PSV Eindhoven csapatával, amely 15 millió euróért szerződtette. 2025. július 17-én jelentették be, hogy ötéves szerződést írt alá az olasz Napoli csapatával.

### A válogatottban
Többszörös korosztályos válogatott. A 2017-es U19-es labdarúgó-Európa-bajnokságon és a 2021-es U21-es labdarúgó-Európa-bajnokságon is pályára lépett. 2021. október 8-án mutatkozott be a felnőttek között Lettország elleni 2022-es labdarúgó-világbajnokság-selejtező mérkőzésen. Bekerült a 2022-es labdarúgó-világbajnokságra utazó keretbe.

## Család
Apja suriname-i, míg anyja holland. Mostohaapja, a marokkói válogatott labdarúgó Nourdin Boukhari. Unokatestvérei Jeffrey Bruma és Marciano Bruma.

## Statisztika

### A válogatottban
2023. június 18-án frissítve.
| Hollandia | Hollandia       | Hollandia |
| Év        | Pályára lépések | Gólok     |
| --------- | --------------- | --------- |
| 2021      | 3               | 0         |
| 2022      | 3               | 1         |
| 2023      | 2               | 1         |
| Összesen  | 8               | 2         |

## Sikerei, díjai

### Klub
- Jong Ajax
  - Eerste Divisie: 2017–18

- Ajax
  - Eredivisie: 2018–19
  - Holland kupa: 2018–19
  - Holland szuperkupa: 2019

- Club Brugge
  - Belga First Division A: 2020–21, 2021–22
  - Belga szuperkupa: 2021, 2022

- PSV Eindhoven
  - Eredivisie: 2023–24, 2024–25
  - Holland szuperkupa: 2023

### Egyéni
- Az Év Fiatal Belga játékosa: 2020–21[18]